# Combat de Pacocha
L'incident naval de Pacocha se déroule le 29 mai 1877, pendant la rébellion de Nicolas de Pierola contre le gouvernement péruvien de Mariano Ignacio Prado. Il oppose pour la seule et unique fois de l'histoire des bâtiments de la Royal Navy à un navire de guerre péruvien.
En mai 1877, les rebelles s'emparent du Huáscar dans le port de Callao et l'utilisent comme un bâtiment corsaire contre les intérêts gouvernementaux. C'est ainsi qu'ils arraisonnent deux navires de commerce britanniques et inspectent la correspondance des passagers. L'un d'eux, John Elder, proteste avec virulence auprès des autorités consulaires britanniques auxquelles le gouvernement péruvien répond qu'il ne saurait être tenu pour responsable d'actes qu'il qualifie de piraterie. C'est dans ces conditions que le rear admiral de Horsey (en), chef de l'escadre britannique d'Amérique du Sud, se voit demander d'intervenir contre le Huáscar, afin de le capturer et de le restituer aux autorités légales.
Ce combat est aussi le premier à voir une attaque à la torpille autopropulsée.

## Le combat
Dans l'après-midi du 29 mai, les deux navires britanniques repèrent le Huáscar près de la ville de Ylo. Le péruvien ayant refusé de baisser pavillon, le combat s'engage à 15h06. HMS Shah ouvre le feu à une distance d'environ 1 700 mètres. Le Huáscar riposte.
Pendant deux heures le duel d'artillerie se poursuit. Avec interruptions de tir quand les projectiles risquent de se perdre dans la ville d'Ylo.
À 15h11, le Huáscar tente de se rapprocher, probablement pour tenter un éperonnage.
À 15h14, HMS Shah lance une torpille autopropulsée whitehead, mais hors de portée. C'est la première utilisation de cette arme au combat.
À 17h45, le tir britannique cesse, le Huáscar défilant devant Ylo.
La nuit suivante, les Britanniques essaient de nouveau de torpiller leur adversaire, par torpilles portées ou torpilles whitehead mais sans succès. Le Huáscar s'enfuit pendant la nuit.

## Les conséquences
Le Huáscar a reçu 60 projectiles. Un seul a percé sa cuirasse mais sans conséquences autres qu'un tué et trois blessés. HMS Shah lui avait envoyé 280 projectiles.
Le lendemain, le navire rebelle se rend aux autorités péruviennes.

## Les navires engagés

### Rebelles péruviens
- Cuirassé Huáscar (type Coles), 1 800 tonnes, 1 tourelle blindée, 2 canons de 25 cm, vitesse de 11 nœuds. Pas de blindage.

Ce navire, bien que blindé (70 à 120 mm), porte 2 mâts (tripode pour celui de misaine).

### Grande-Bretagne
- HMS Shah, croiseur de 6 350 tonnes, filant 16 nœuds. 2 canons à pivot de 23 cm, 8 de 18 cm et 4 de 64 livres de chaque bord.

Ce navire porte la marque du contre-amiral Horsey.
- HMS Amethyst, croiseur de plus petite taille, armé de 16 canons de 64 livres. Pas de blindage[4].

## Sources
- H.W.Wilson, Les flottes de guerre au combat, Payot, 1928, tome 1, pages 93-95.